# Cylindropuntia acanthocarpa
Cylindropuntia acanthocarpa är en kaktusväxtart som först beskrevs av Georg George Engelmann och J.M. Bigelow, och fick sitt nu gällande namn av F.M. Knuth. Cylindropuntia acanthocarpa ingår i släktet Cylindropuntia, och familjen kaktusväxter.

## Underarter
Arten delas in i följande underarter:
- C. a. acanthocarpa
- C. a. coloradensis
- C. a. major
- C. a. thornberi

## Bildgalleri

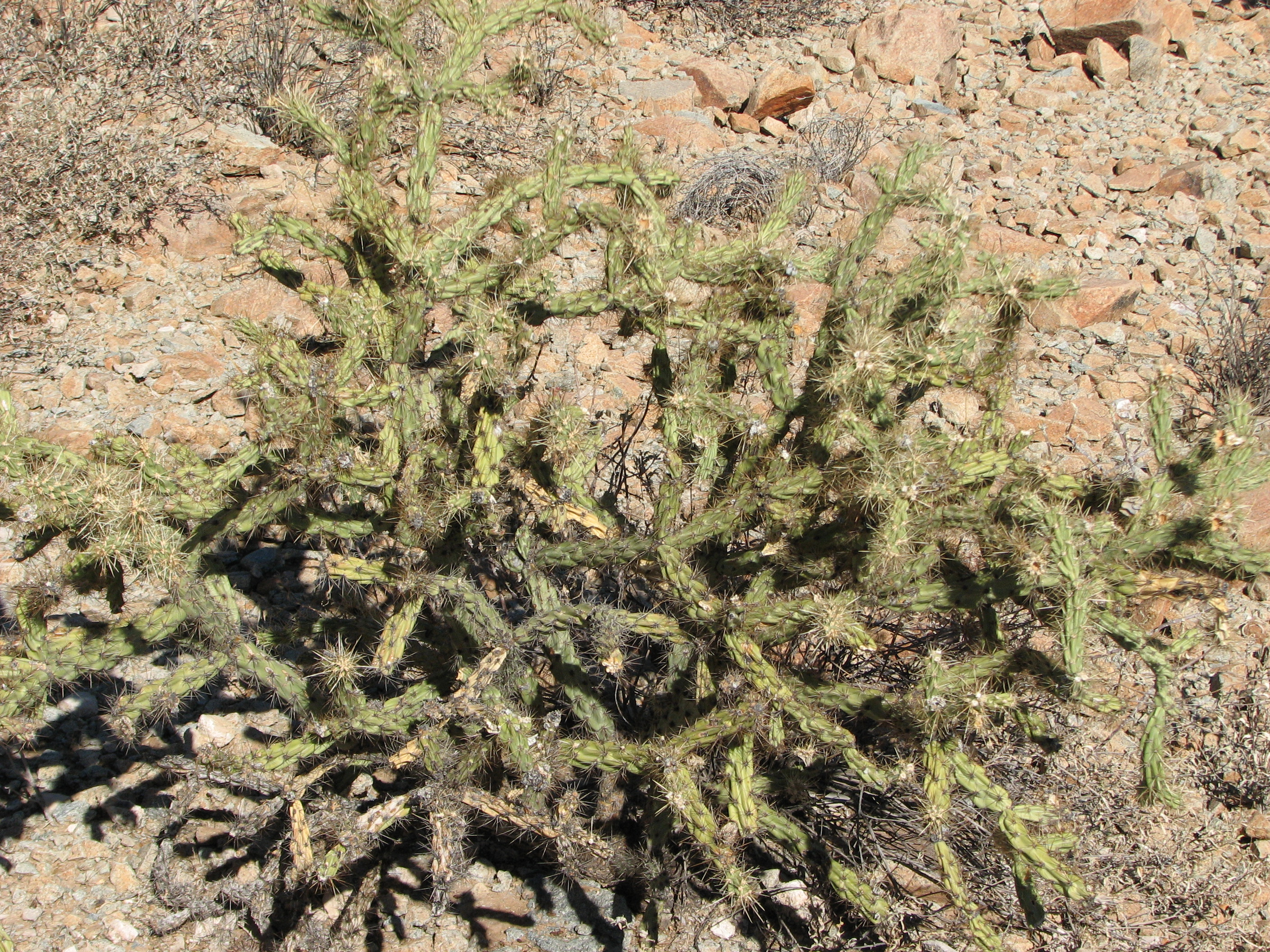
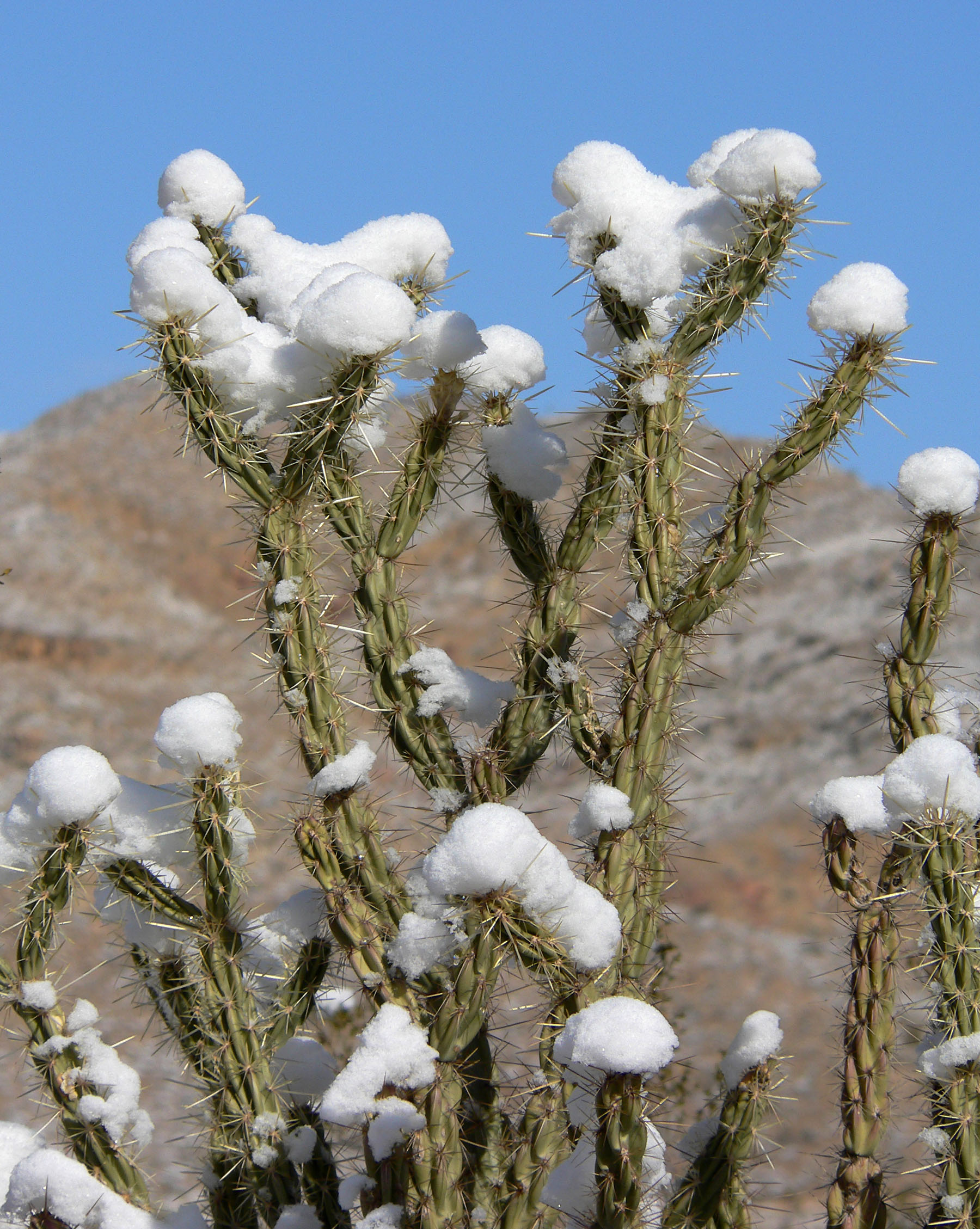
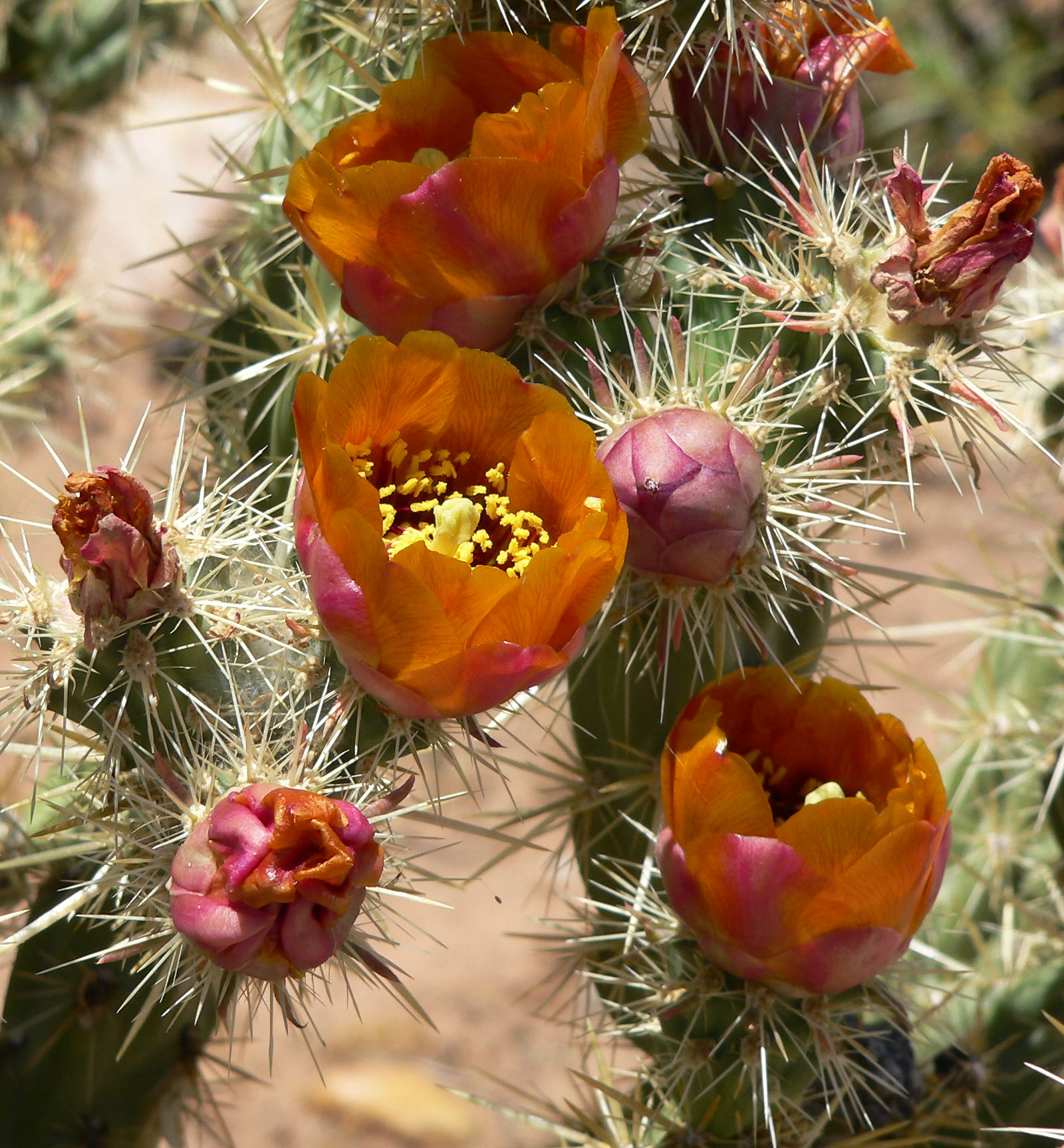
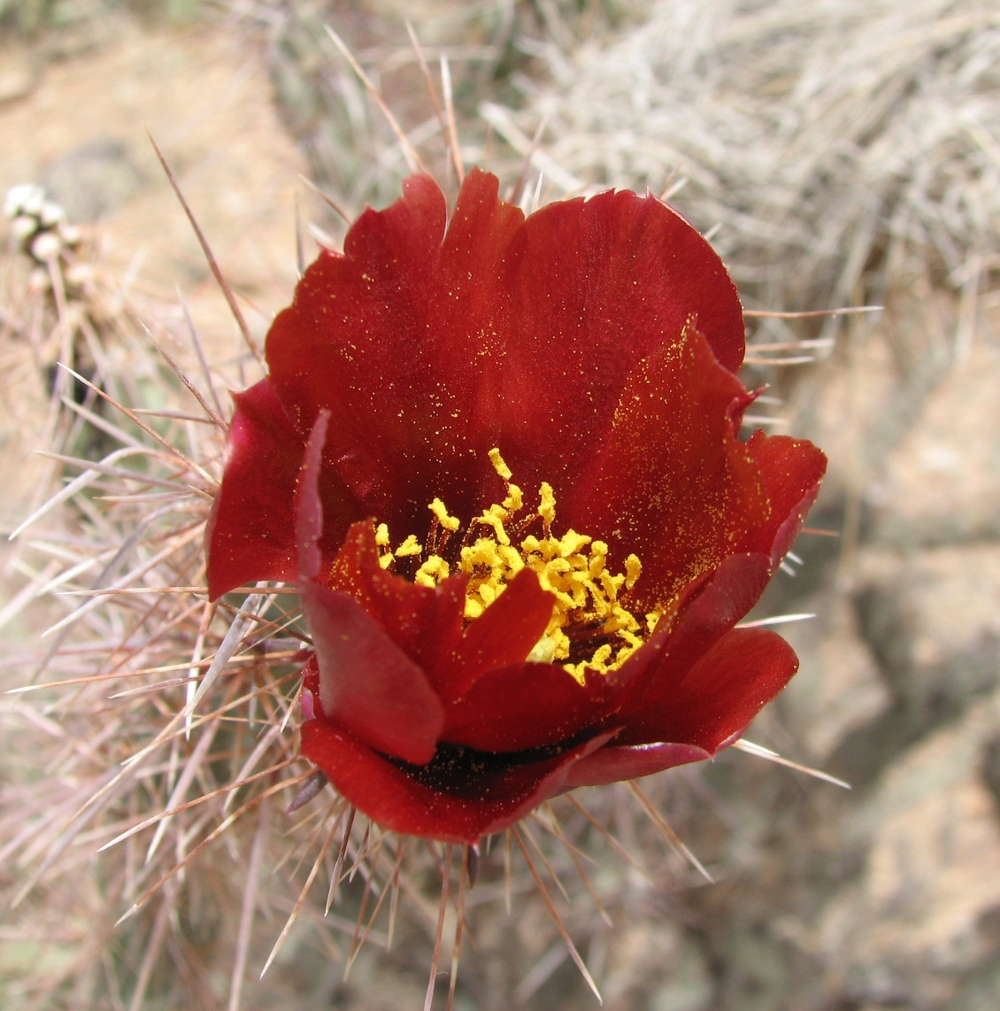
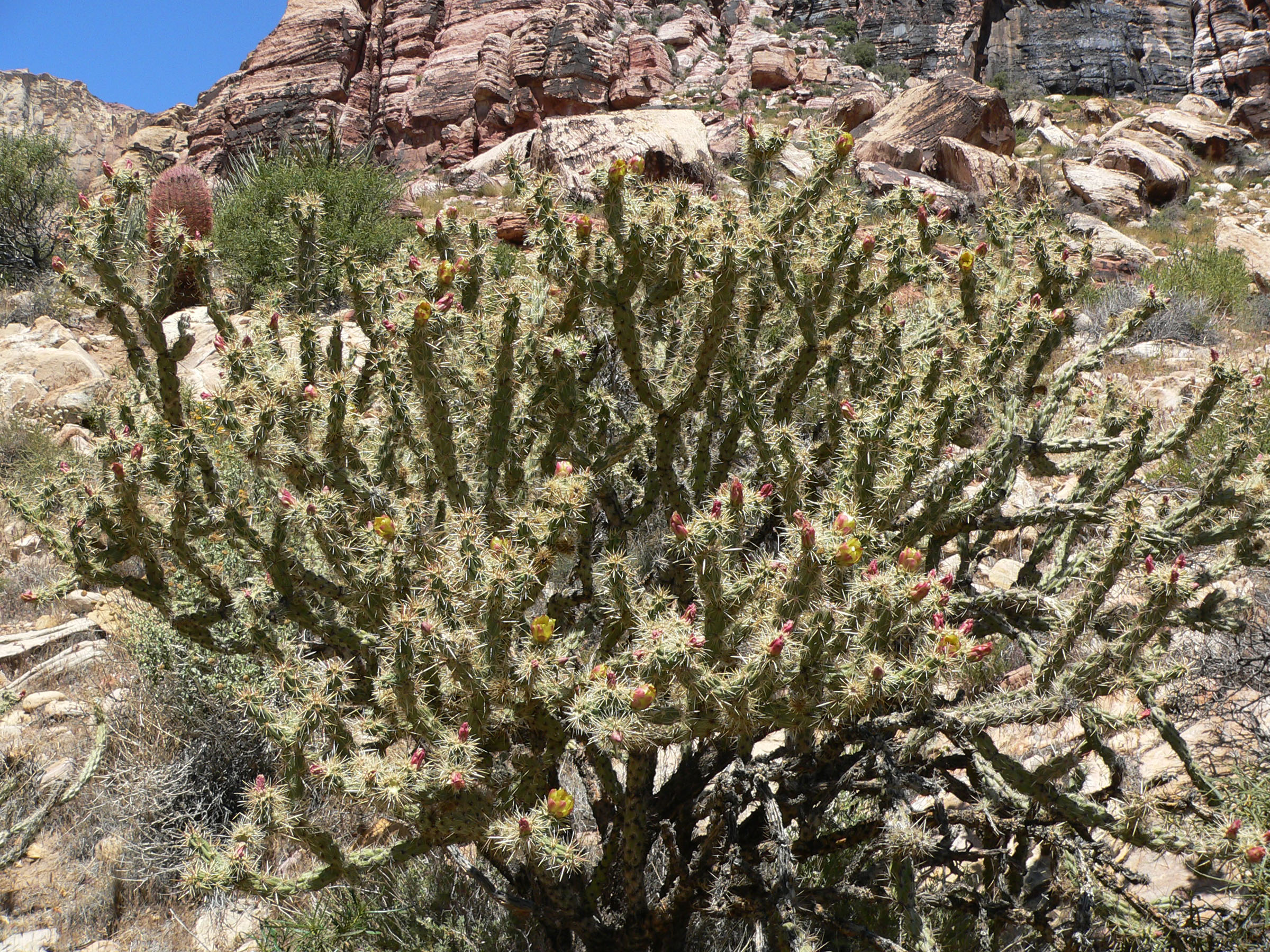
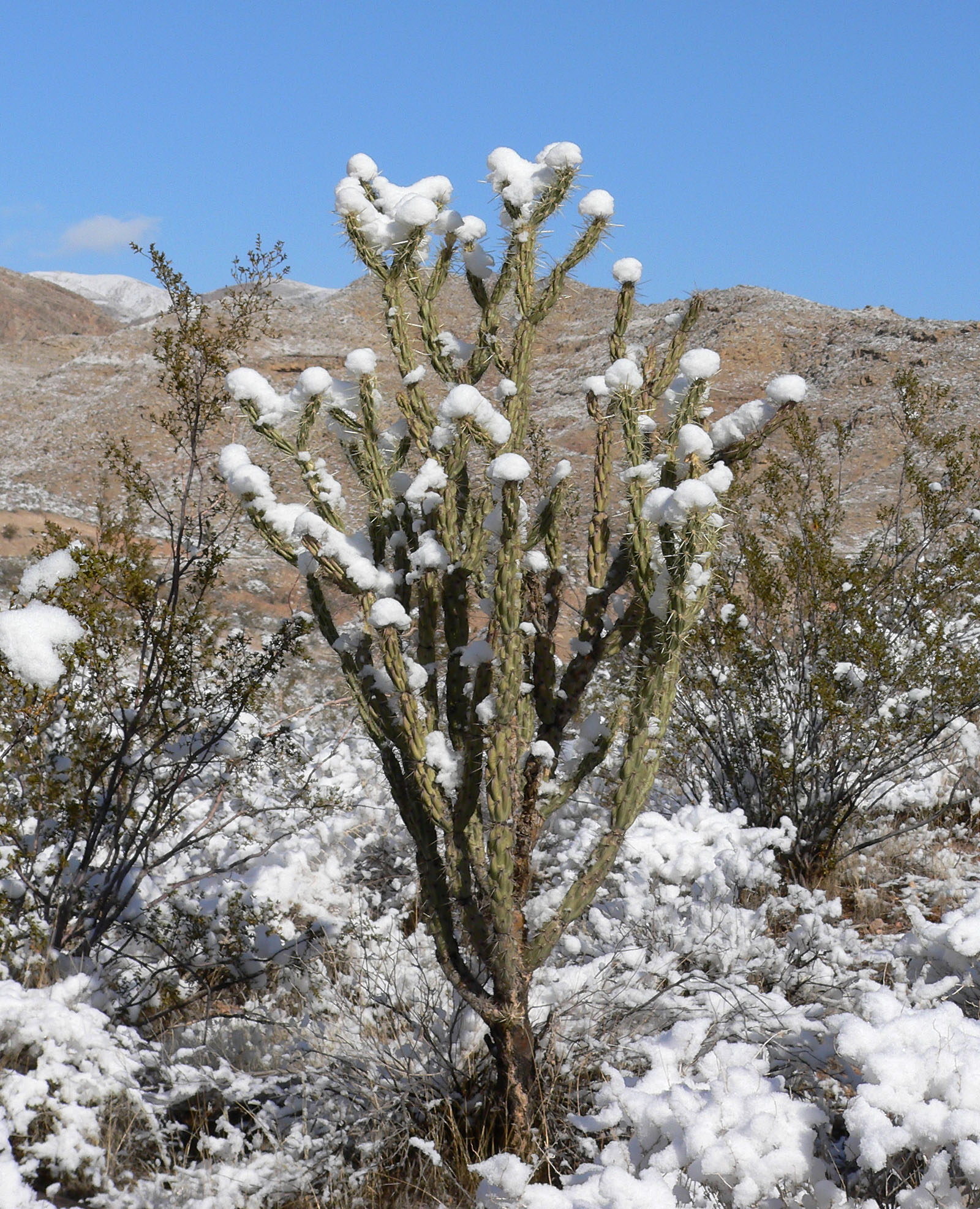